# Valvattensjön
Valvattensjön är en sjö i Åsele kommun i Lappland och ingår i Ångermanälvens huvudavrinningsområde. Sjön har en area på 0,435 kvadratkilometer och ligger 292,1 meter över havet. Sjön avvattnas av vattendraget Stormyrbäcken.

## Delavrinningsområde
Valvattensjön ingår i det delavrinningsområde (710750-156970) som SMHI kallar för Utloppet av Valvattensjön. Medelhöjden är 313 meter över havet och ytan är 2,19 kvadratkilometer. Räknas de 2 avrinningsområdena uppströms in blir den ackumulerade arean 24,44 kvadratkilometer. Stormyrbäcken som avvattnar avrinningsområdet har biflödesordning 2, vilket innebär att vattnet flödar genom totalt 2 vattendrag innan det når havet efter 177 kilometer. Avrinningsområdet består mestadels av skog (67 procent) och sankmarker (13 procent). Avrinningsområdet har 0,43 kvadratkilometer vattenytor vilket ger det en sjöprocent på 19,7 procent.